# Cultura china del té

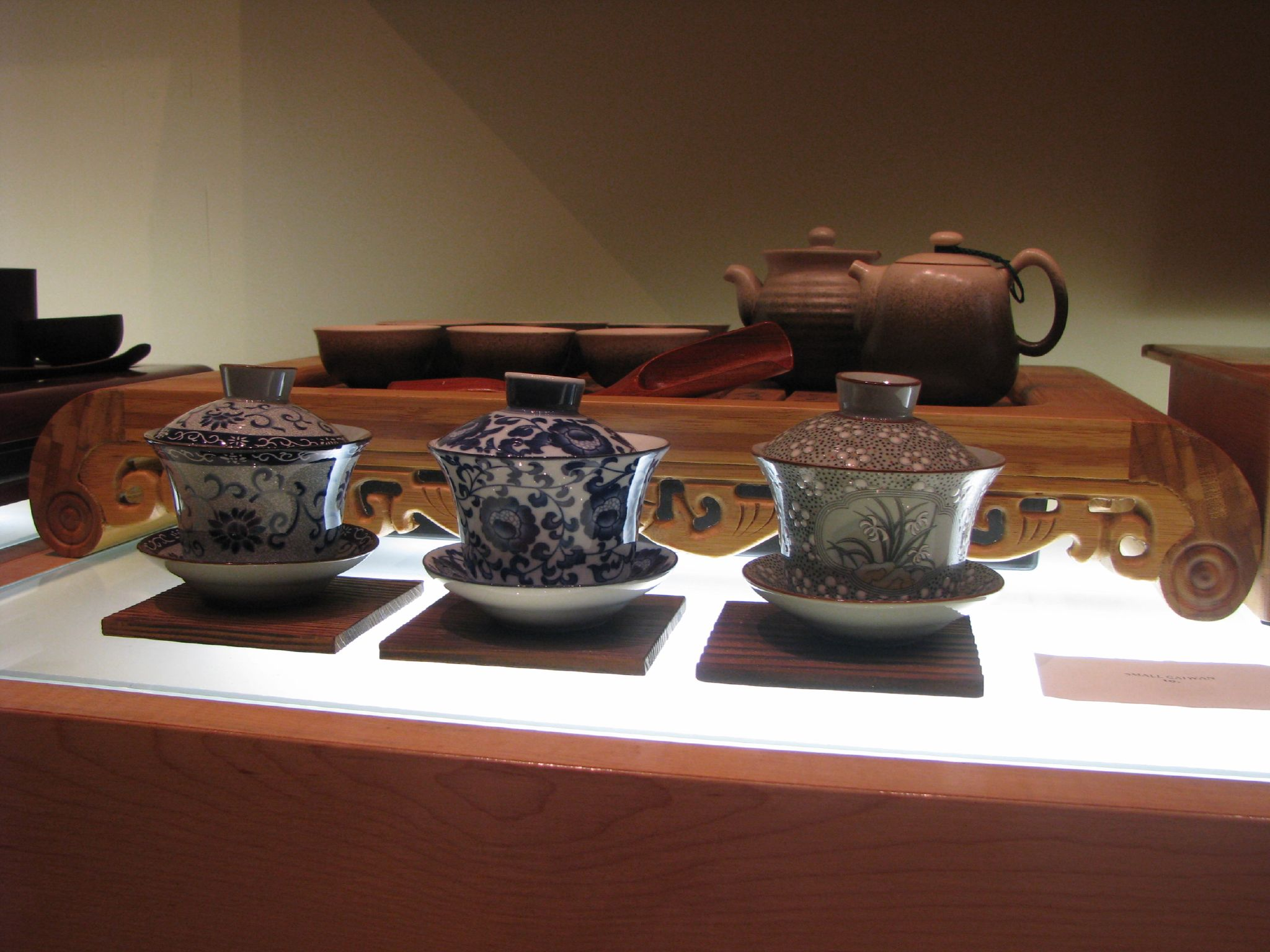
Utensilios tradicionales dentro de la cultura china del té.

La cultura china del té (en chino simplificado, 中国茶文化; en chino tradicional, 中國茶文化; pinyin, Zhōngguó chá wénhuà) se refiere a cómo se prepara el té, así como las ocasiones en que la gente consume té en China. La cultura del té en China difiere de la de los países europeos, como Gran Bretaña, y otros países asiáticos, como Japón, en la preparación, sabor y ocasión cuando se consume. El té todavía se consume regularmente, tanto en ocasiones ocasionales como formales. Además de ser una bebida popular, se utiliza en la medicina tradicional china, así como en la cocina china.

## Etimología
El concepto de cultura del té se conoce en chino como chayi («el arte de beber té»), o cha wenhua («cultura del té»). La palabra cha (茶) denota la bebida que se deriva de Camellia sinensis, la planta del té. Antes del siglo VIII a. C., el té era conocido colectivamente bajo el término 荼 (pinyin: tú) junto con un gran número de otras plantas amargas. Estos dos caracteres chinos son idénticos, con la excepción de un trazo horizontal adicional en la letra china 荼, que se traduce en «té». El carácter más antiguo se compone del radical 艸 (pinyin: cǎo) en su forma reducida de 艹 y el carácter 余 (pinyun: yú), que da la señal fonética.

## Costumbres

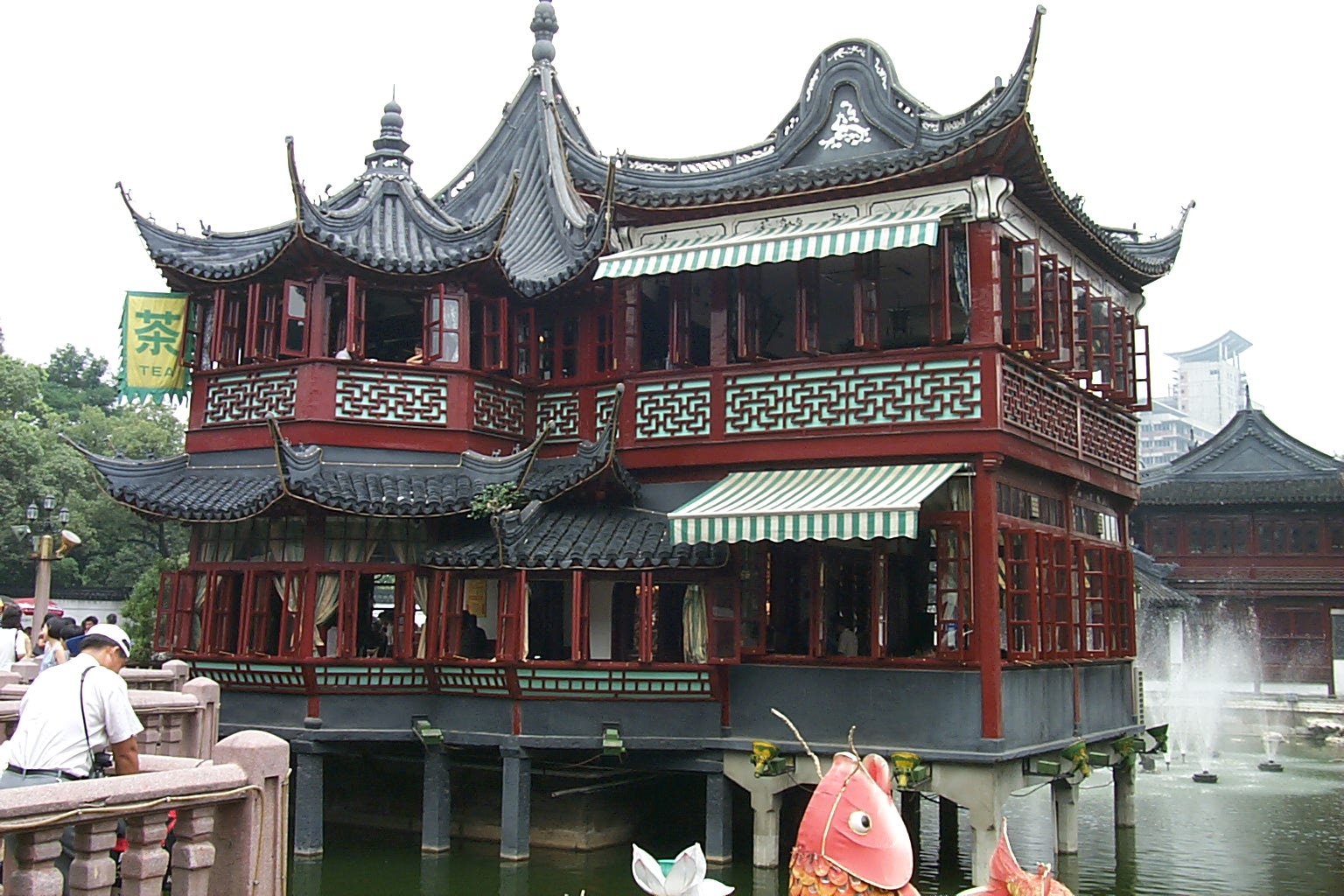
Una casa del té en Shanghái, China

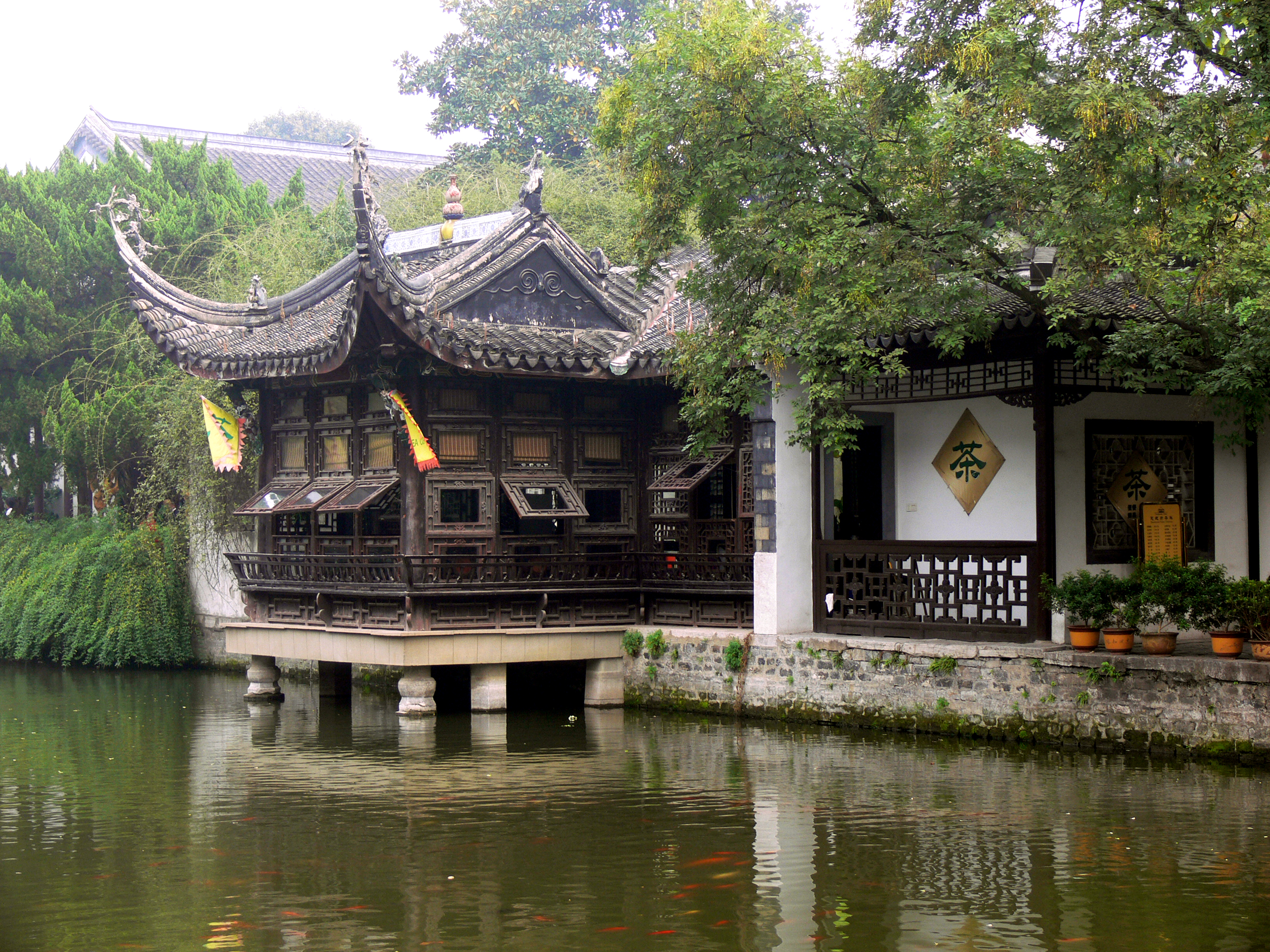
Una casa del té en el Palacio del Jardín Presidencial en Nanjing, China

Hay varias circunstancias especiales en las que el té se prepara y se consume en la cultura china:
- Señal de respeto

En la sociedad tradicional china, los miembros de la generación más joven muestran su respeto a los miembros de la generación anterior ofreciendo una taza de té. Invitar a sus mayores a los restaurantes al té es una actividad tradicional de vacaciones. En el pasado, las personas de una clase social inferior servían el té a la clase alta de la sociedad. Hoy, con la creciente liberalización de la sociedad china, esta regla y sus connotaciones se han difuminado. A veces los padres pueden verter una taza de té para sus hijos para mostrar su cuidado, o un jefe puede incluso servir té a los subordinados en los restaurantes para promover su relación. Sin embargo, en ocasiones formales, la regla básica sigue vigente.
- Reuniones familiares

Cuando los hijos e hijas salen de su casa para trabajar o casarse, suelen pasar menos tiempo con sus padres. Por lo tanto, ir a restaurantes y beber té se convierte en una actividad importante para restablecer los lazos en las reuniones familiares. Cada domingo, los restaurantes chinos están llenos de familias, especialmente durante la temporada navideña por esta razón. Este fenómeno refleja la función del té en los valores familiares chinos.
- Para disculparse

En la cultura china, el té puede ser ofrecido como parte de una disculpa formal. Por ejemplo, los niños que se han portado mal pueden servir té a sus padres como un signo de arrepentimiento y sumisión.
- Mostrar gratitud y celebrar bodas

En la ceremonia de matrimonio tradicional chino, la novia y el novio se arrodillan delante de sus respectivos padres y les sirven té y luego les dan las gracias, que es una forma devota de expresar su gratitud por ser criado. En algunas ocasiones, la novia sirve a la familia del novio, y el novio sirve a la familia de la novia. Este proceso simboliza la unión de las dos familias.